# Φ (アルバム)
『Ø』（ファイ）は、KinKi Kidsの10作目のオリジナル・アルバム。2007年11月14日発売。発売元はジャニーズ・エンタテイメント。

## 概要
10周年を記念したベスト・アルバム『39』に続く、2007年では2作目のアルバム。
デビューアルバムである『A album』以降、オリジナルアルバムはアルファベット順にタイトルが進行していたが、このアルバム発売は、デビュー10周年が経ち11年目を迎えることによる"第2のデビュー"を始める意味が込められており、10作目となる本作はアルファベットを含まないタイトルとなった（従来どおりであれば『J album』となる）。この「Ø」は1と0の組み合わせであり「10周年」と「0からの新たなスタート」を意味する。また、「∅」には「空集合」の意味があり「KinKi Kidsは、どこにも属さない集合体で」という意味が込められている。本作のタイトルを『J album』としてしまうと、10周年記念ライヴのDVDがただのおまけ的存在になってしまうため、その扱いは適していないと光一が考え、このタイトルに至ったとのことである。公式には“アニバーサリー・オリジナルアルバム”として扱われているため、次作品は従来どおり、アルファベット順のタイトルである『J album』に回帰している。
本作は初回盤"SPECIAl lOVE"と通常盤"UNIVERSAl lOVE"の計2種での発売。初回盤は同年7月22日に東京ドームで行われた10周年記念ライブの模様を収録したDVDを付属、通常盤はボーナストラック『ラプソディー』を追加収録する。

## 収録曲
※シングル曲の解説は各シングルのページを参照のこと。

### Disc 1 / CD
1. lOve in the Ø
2. 涙、ひとひら
26thシングル『永遠に』カップリング。
3. snapshot
4. the EDGE of the WORD
5. ラプソディー
  - 通常盤のみ収録。
6. 風の色
7. Lose Control - 堂本光一
8. since 1997
米倉は以前に『Natural Thang』を提供している。
9. unchanged. - 堂本剛
『the EDGE of the WORD』に続いて、作詞は正体不明の『紅茉來鈴』が手掛けている。
10. BRAND NEW SONG
25thシングル。
11. 銀色 暗号
光一曰く「『愛のかたまり』を超える曲を作ろうと思って作った」とのこと[4]。
後に自身の2017年のベスト・アルバム『Ballad Selection』にも収録されている。
12. ノー・チューンド
13. 永遠に
26thシングル。

出版者　2：テレビ朝日ミュージック、その他楽曲：ブライト・ノート・ミュージック

### Disc 2 / DVD
※初回盤のみ収録
KinKi Kids 10th Anniversary in TOKYO DOME
2007年7月22日に東京ドームで行われた10周年記念コンサートを収録。実際に歌った10曲に加え、コンサートMC（一部カット）、10周年を振り返る2人のインタビュ（コンサートとは別にスタジオで収録されたもの）も収録されており、収録時間は約110分に及ぶ。それまでの初回版特典のDVDの収録時間に比べると非常に充実した収録時間となっており、おまけ的要素ではなく、あくまで記念アルバムとしての位置づけを表現している。

## 収録内容

### Disc 1 / CD
| #         | タイトル                                             | 作詞               | 作曲               | 編曲                                                                | 時間  |
| --------- | ---------------------------------------------------- | ------------------ | ------------------ | ------------------------------------------------------------------- | ----- |
| 1.        | 「lOve in the Ø」                                    | 前田たかひろ       | U-Key zone         | U-Key zone                                                          | 3:49  |
| 2.        | 「涙、ひとひら」                                     | 井手コウジ         | 井手コウジ         | 鈴木雅也                                                            | 4:10  |
| 3.        | 「snapshot」                                         | Satomi             | 織田哲郎           | 家原正樹 / コーラスアレンジ: KAZCO                                  | 4:30  |
| 4.        | 「the EDGE of the WORD」(ボーカルアレンジ: 紅茉來鈴) | 紅茉來鈴           | 紅茉來鈴           | 阿部尚徳 / ストリングスアレンジ: 竹内純 / コーラスアレンジ: Ko-saku | 4:48  |
| 5.        | 「ラプソディー」(Bonus Track / 通常盤のみ収録)       | 成海カズト         | 成海カズト         | 大堀薫                                                              | 5:10  |
| 6.        | 「風の色」                                           | 秋元康             | 上松範康           | 上松範康、石塚知生                                                  | 4:49  |
| 7.        | 「Lose Control」(歌: 堂本光一)                       | HIRO               | HIRO               | HIRO                                                                | 3:22  |
| 8.        | 「since 1997」                                       | toshinori YONEKURA | toshinori YONEKURA | yamahiro / ボーカルアレンジ: toshinori YONEKURA                     | 4:47  |
| 9.        | 「unchanged.」(歌: 堂本剛)                           | 紅茉來鈴           | 大智               | 大智                                                                | 3:31  |
| 10.       | 「BRAND NEW SONG」                                   | Gajin              | Gajin              | CHOKKAKU / コーラスアレンジ: 岩田雅之                               | 4:23  |
| 11.       | 「銀色 暗号」                                        | 堂本剛             | 堂本光一           | 吉田建                                                              | 5:13  |
| 12.       | 「ノー・チューンド」                                 | 長瀬弘樹           | 長瀬弘樹           | 長瀬弘樹、齋藤真也                                                  | 4:22  |
| 13.       | 「永遠に」                                           | Satomi             | 德永英明           | CHOKKAKU / コーラスアレンジ: 竹内浩明                               | 4:27  |
| 合計時間: | 合計時間:                                            | 合計時間:          | 合計時間:          | 合計時間:                                                           | 57:21 |

### Disc 2 / DVD (初回限定盤のみ)
| #   | タイトル                                                                               | 作詞 | 作曲・編曲 |
| --- | -------------------------------------------------------------------------------------- | ---- | ---------- |
| 1.  | 「硝子の少年」(KinKi Kids 10th Anniversary in TOKYO DOME)                              |      |            |
| 2.  | 「雨のMelody」(KinKi Kids 10th Anniversary in TOKYO DOME)                              |      |            |
| 3.  | 「恋涙」(KinKi Kids 10th Anniversary in TOKYO DOME)                                    |      |            |
| 4.  | 「Love is... 〜いつもそこに君がいたから〜」(KinKi Kids 10th Anniversary in TOKYO DOME) |      |            |
| 5.  | 「月光」(KinKi Kids 10th Anniversary in TOKYO DOME)                                    |      |            |
| 6.  | 「Anniversary」(KinKi Kids 10th Anniversary in TOKYO DOME)                             |      |            |
| 7.  | 「ボクの背中には羽根がある」(KinKi Kids 10th Anniversary in TOKYO DOME)                |      |            |
| 8.  | 「KinKi Kids forever (English version)」(KinKi Kids 10th Anniversary in TOKYO DOME)    |      |            |
| 9.  | 「99%LIBERTY」(KinKi Kids 10th Anniversary in TOKYO DOME)                              |      |            |
| 10. | 「愛のかたまり」(KinKi Kids 10th Anniversary in TOKYO DOME)                            |      |            |

## 映像作品
lOve in the Ø
- We are Øn' 39!! and U? KinKi Kids Live in DOME 07-08
- KinKi you DVD
- King・KinKi Kids 2011-2012
- KinKi Kids Concert Tour 2019-2020 ThanKs 2 YOU
- KinKi Kids Concert 2022-2023 24451〜The Story of Us〜
- P album（初回盤B）

snapshot
- We are Øn' 39!! and U? KinKi Kids Live in DOME 07-08

the EDGE of the WORD
- We are Øn' 39!! and U? KinKi Kids Live in DOME 07-08

風の色
- We are Øn' 39!! and U? KinKi Kids Live in DOME 07-08
- KinKi Kids Concert -Thank you for 15years- 2012-2013

Lose Control
- We are Øn' 39!! and U? KinKi Kids Live in DOME 07-08

since 1997
- We are Øn' 39!! and U? KinKi Kids Live in DOME 07-08
- KinKi you DVD

unchanged.
- We are Øn' 39!! and U? KinKi Kids Live in DOME 07-08

銀色 暗号
- We are Øn' 39!! and U? KinKi Kids Live in DOME 07-08
- KinKi Kids concert tour J
- KinKi Kids 2010-2011 〜君も堂本FAMILY〜
- We are KinKi Kids Dome Concert 2016-2017 TSUYOSHI & YOU & KOICHI
- KinKi Kids Concert Tour 2019-2020 ThanKs 2 YOU
- KinKi Kids O正月コンサート2021
- KinKi Kids Concert 2022-2023 24451〜The Story of Us〜
- P album（初回盤A）
- KinKi Kids Concert 2023-2024 〜Promise Place〜
- 39 Very much

ノー・チューンド
- We are Øn' 39!! and U? KinKi Kids Live in DOME 07-08